# 23-тя повітряна армія (США)
23-тя повітряна армія (США) (англ. Twenty-Third Air Force) — повітряна армія, що існувала у складі Командування спеціальних операцій Повітряних сил США протягом 2008—2013 років. Штаб-квартира повітряної армії був розташований на військово-повітряній базі Гарлбарт Філд у штаті Флорида. Армія була невід'ємним компонентом ПС США й одночасно Командування спеціальних операцій США, головним призначенням якого було «застосування спеціалізованого компоненту повітряних сил Америки… це крок вперед у постійно мінливому світі, доставка формувань спеціальних операцій у будь-який час і до будь-якого місця.» На 23-тю армію покладалися завдання щодо забезпечення ПС спеціальних операцій для швидкого розгортання по всьому світові та підтримки регіональних об'єднаних командувань у виконанні спеціальних операцій, пов'язаних з: нетрадиційними методами ведення війни, протидією розповсюдження зброї масового ураження, прямими акціями, психологічними операціями, веденням спеціальної розвідки, військово-цивільним адмініструванням, боротьбою з тероризмом, допомогою дружнім силам оборони та інформаційними операціями.